# سامسونج ويف إس 5800
سامسونج ويف إس 5800 (بالإنجليزية: Samsung Wave S8500)‏ هو هاتف ذكي من إلكترونيات سامسونج يعمل بنظام بادا.

## الخصائص
- نظام التشغيل: بادا
- الشاشة: شاشة لمس 800×480
- الوزن: 118 غرام
- المعالج: 1 جيجا هرتز
- الذاكرة: 384 ميجابايت
- التخزين: 1 جيجابايت